# Phegopteris lineata
Phegopteris lineata là một loài thực vật có mạch trong họ Thelypteridaceae. Loài này được (Colebr. ex Hook.) Mett. miêu tả khoa học đầu tiên năm 1883.